# ماريو روزس

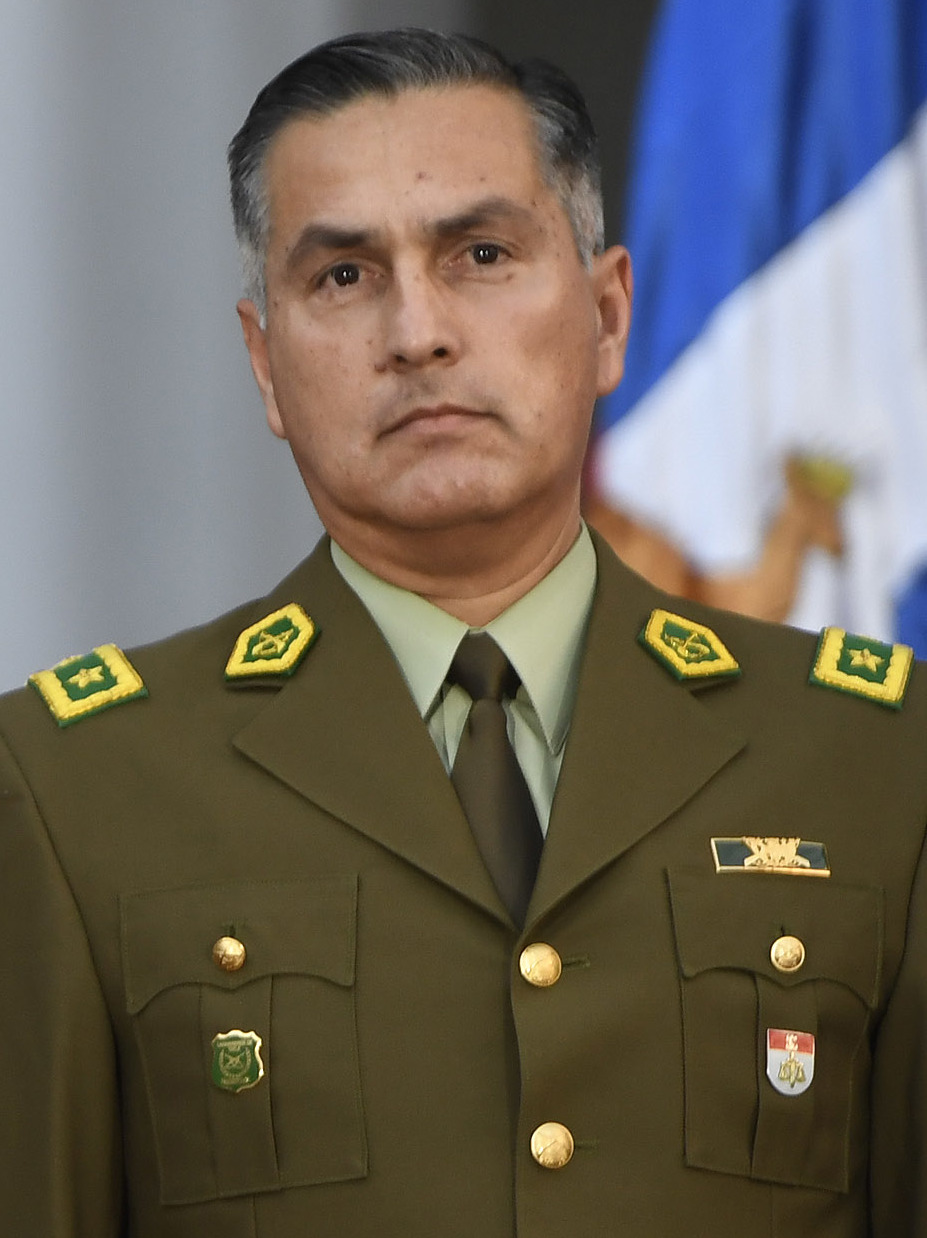
ماريو روزس

ماريو ألبرتو روزس كوردوفا (من مواليد 2 فبراير 1967) هو ضابط تشيلي في الشرطة الوطنية التشيلية، وكان المدير العام لتلك المؤسسة من 22 ديسمبر 2018 إلى 19 نوفمبر 2020.

## سيرتهِ
وُلِد في مدينة ليناريس، عاصمة الإقليم المتماثل في تشيلي. وهو نجل ضابط الصف الرئيسي فيالشرطة الوطنية التشيلية، ماريو روزس أورتيز. ينتمي اثنان من إخوته أيضًا إلى الشرطة الوطنية، وهو متزوج من كارولا فاليسكا أهينجو، وهي أيضًا عضو في الشرطة بالزي الرسمي، وتحمل رتبة عقيد. 
تخرج من مدرسة الشرطة الوطنية في عام 1987، ووفقًا لحكومة شيلي في عام 2018، "لديه خبرة تشغيلية وإقليمية في وجهات مختلفة في تشيلي.ويمتلك خبرة في مجالات متخصصة مثل المرور والطرق السريعة وسلامة الطرق وكذلك الاتصالات. خدم أيضًا في إسبانيا وكان مساعدًا للرئيس سيباستيان بينيرا خلال حكومته الأولى.  درس الصحافة في جامعة التنمية وحصل على ماجستير في الاتصالات. 
تمت ترقيته إلى رتبة جنرال في عام 2017، و عينهُ الرئيس ميشيل باتشيليت. 